# 伊号第五潜水艦
| 竣工まもない伊5 |                                                                                 |
| 艦歴            |                                                                                 |
| 計画            | 昭和2年度艦艇補充計画                                                           |
| 起工            | 1929年10月30日                                                                  |
| 進水            | 1931年6月19日                                                                   |
| 就役            | 1932年7月31日                                                                   |
| その後          | 1944年7月19日戦没                                                               |
| 除籍            | 1944年9月10日                                                                   |
| 性能諸元        |                                                                                 |
| 排水量          | 基準：1,970トン 常備：2,135トン 水中：2,791トン                                 |
| 全長            | 97.50m                                                                          |
| 全幅            | 9.22m                                                                           |
| 吃水            | 4.94m                                                                           |
| 機関            | ラ式2号ディーゼル2基2軸 水上：6,000馬力 水中：2,600馬力                         |
| 速力            | 水上：18.8kt 水中：8.1kt                                                        |
| 航続距離        | 水上：10ktで24,400海里 水中：3ktで60海里                                        |
| 燃料            | 重油：580トン                                                                   |
| 乗員            | 68名                                                                            |
| 兵装            | 40口径12.7cm単装高角砲2門 7.7mm機銃1挺 53cm魚雷発射管 艦首4門、艦尾2門 魚雷20本 |
| 航空機          | 水偵1機                                                                         |
| 備考            | 最大深度：75m                                                                   |

伊号第五潜水艦（いごうだいごせんすいかん）は、日本海軍の潜水艦。伊一型潜水艦（巡潜1型）の5番艦。巡潜1型改とも呼ばれ、日本海軍の潜水艦で初めて水上偵察機を搭載した。1944年サイパン沖で米護衛駆逐艦に攻撃され戦没。

## 艦歴
1927年（昭和2年）の昭和2年度艦艇補充計画で建造が計画された。1929年10月30日、川崎造船所にて起工、1931年6月19日進水、1932年5月31日から7月7日にかけて、淡路島近海で潜航試験を行った後、7月31日に竣工した。竣工と同時に横須賀鎮守府籍となり、第一艦隊第1潜水戦隊第8潜水隊に編入される。竣工時より飛行機格納筒を装備し水上機の運用が可能だった。
12月1日、第8潜水隊は横須賀鎮守府部隊隷下となる。
1933年6月から7月にかけて、呉海軍工廠にて後部高角砲1門を撤去し、空気式の呉式1号2型射出機を1基装備した。このため、発艦時に艦を停止させることなく水上機の運用が可能になった。また、この時に水中信号装置を試験的にとりつけていたといわれる。
10月30日0930頃、呉港川原石埠頭S19番ブイにて停泊して出港準備中、貨物船第五筑紫丸と接触事故を起こし、右舷艦首外板が損傷する。
11月15日、第8潜水隊は第一艦隊第1潜水戦隊隷下となる。
1935年8月1日から1936年11月30日まで、伊5は横須賀海軍工廠にて改装工事を受ける。この時、空調装置が交換された。
1935年11月15日、第8潜水隊は横須賀鎮守府部隊隷下となる。
1936年12月1日、第8潜水隊は第一艦隊第1潜水戦隊隷下となる。
1937年8月21日、伊5は伊1、伊2、伊3、伊4、伊6、戦艦長門、陸奥、榛名、霧島、軽巡洋艦五十鈴と共に多度津港を出港し、長江河口沿岸で23日まで作戦行動を行う。
1938年6月1日、艦型名が伊一型に改正。
1939年11月15日、第8潜水隊は横須賀鎮守府部隊隷下となる。
1940年（昭和10年）に射出機を撤去して艦橋構造物を後方に延長した他、96式25mm連装機銃1基を艦橋構造物上に搭載した。これ以降に水上機の搭載はない模様である。
11月15日、第8潜水隊は潜水母艦長鯨、第7潜水隊、伊7と共に第六艦隊第2潜水戦隊を編成。これは、先代の第2潜水戦隊が1939年11月15日付で第3潜水戦隊に改名して以来、2代目となる。
太平洋戦争開戦時には第六艦隊第2潜水戦隊第8潜水隊に所属。1941年11月16日、伊5は横須賀を出港。真珠湾攻撃ではモロカイ島北方海域に配備された。1942年1月9日、伊18が発見した米空母レキシントンの捜索に向かう。その後、伊5は22日にクェゼリンに到着。24日にクェゼリンを出港し、2月1日に横須賀に帰投して整備を受ける。
2月11日、伊5は横須賀を出港し、17日にパラオに到着。18日、パラオを出港し、22日にスターリング湾に到着。23日、スターリング湾を出港する。24日1230、ティモール島西方沖を伊6と共に浮上航走中、アンボンから飛び立った九八式陸上偵察機と直援の第三航空隊所属の零式艦上戦闘機9機を視認する。零戦隊は伊5と伊6を蘭潜水艦と誤認し、機銃掃射を複数回してきた。このため、司令塔で火災が発生し、信号弾1発が爆発した。このため、艦長の中村乙二中佐ほか1名が負傷した。伊5は一旦哨戒を取りやめ、26日にクパンに到着。急いで修理を行う。修理を完了した27日にクパンを出港するが、翌28日、スターリング湾到着直前に座礁事故を起こす。同日、艦長が宇都木秀次郎少佐に交代となった。3月20日1640、伊5は特設救難船祐捷丸（日本サルヴェージ、807トン）の手により離礁した後、特設潜水母艦満珠丸（大阪商船、7,266トン/旧名さんとす丸）に横付けして修理を受ける。
修理完了後の25日にインド洋へ出撃し、セイロン沖海戦と連動して行動する。4月16日、伊5はシンガポールに到着。21日、シンガポールを出港し、5月1日に横須賀に到着して修理を受ける。
6月11日、伊5は、アリューシャン攻略作戦の支援を行うべく横須賀を出港。17日、米軍からレーダー射撃による砲撃を受け急速潜航する。20日、K散開線に到達して哨戒に従事。8月1日、伊5は横須賀に帰投して整備を受ける。20日、第2潜水戦隊の解隊と同時に第8潜水隊も解隊され、伊5は第六艦隊第7潜水隊に編入。
9月8日、伊5は横須賀を出港し、15日にトラック島に到着。17日にトラックを出港し、ガダルカナル島西方沖に進出する。25日、ガダルカナル島東方20浬地点付近にて、単独で航行中の輸送船を発見して追尾するも、発見されて潜航退避した。10月30日、オントンジャワ海台付近で撃墜された日本軍機の搭乗員捜索に参加した後、トラックに帰投した。
11月21日、伊5はトラックを出港する。23日、航行中に縦舵操舵装置が故障。25日、ラバウルに到着して応急修理を受ける。12月2日、伊5はラバウルを出港し、3日にショートランドに到着する。到着時に操舵装置が再度故障し、応急修理を受ける。9日、伊5は第1潜水戦隊司令官三戸寿少将とその幕僚達を乗せてショートランドを出港し、10日にラバウルに到着。14日、ラバウルを出港し、17日にトラックに到着して第1潜水戦隊司令官以下幕僚達を降ろした。20日、伊5はトラックを出港し、28日に横須賀に到着して修理と整備を受ける。
1943年（昭和18年）3月9日、伊5は横須賀を出港し、17日にトラックに到着。大発を搭載できるように改装される。20日、トラックを出港し、24日にラバウルに到着して大発を搭載。26日、弾薬と食糧を積み込んでラバウルを出港し、29日にラエに到着して輸送物資を降ろした後出港し、ラバウルに戻った。4月1日、第7潜水隊は第五艦隊指揮下となる。
その後、伊5は補給物資入りのドラム缶70個を含む輸送物資29トンと便乗者21名を乗せてラバウルを出港し、6日にラエに到着。1100、揚陸準備中に米魚雷艇2隻に発見され、退避。その後揚陸地点に戻り、輸送物資と便乗者を降ろし、かわりに便乗者57名を乗せて出港し、ラバウルに戻った。
帰還後、伊5は分解した対空機銃1基を含む輸送物資25.9トンと便乗者15名を乗せてラバウルを出港し、13日にラエに到着。輸送物資と便乗者を降ろし、かわりに便乗者35名を乗せて出港し、ラバウルに戻った。到着後、補給物資入りのドラム缶70個を含む輸送物資20トンと便乗者14名を乗せてラバウルを出港し、22日にラエに到着。輸送物資と便乗者を降ろし、かわりに便乗者38名を乗せて出港し、ラバウルに戻った。その後、対空機銃1基を含む輸送物資35.4トンと便乗者22名を乗せてラバウルを出港し、5月1日にラエに到着。輸送物資と便乗者を降ろし、かわりに便乗者40名を乗せて出港。2日夜から3日未明にかけて、漂流物との衝突により夜間潜望鏡が破損し、動かすことができなくなった。そのため、ラバウル到着後に修理を受ける。
修理完了後、伊5は対空機銃1基、食糧、弾薬を含む輸送物資34トンと便乗者23名を乗せてラバウルを出港し、9日にラエに到着。輸送物資と便乗者を降ろし、かわりに便乗者39名を乗せて出港し、ラバウルに戻った。14日、ラエに向かう途中、オロ湾への空襲で撃墜された第751航空隊所属の一式陸上攻撃機の搭乗員達の救助に向かい、漂流者数名を救助した。翌15日、前日の搭乗員救助任務をブナから60浬沖の地点で続行し、撃墜された一式陸上攻撃機の搭乗員数名を救助した。任務完了後、伊5はラバウルへ移動し、救助した搭乗員達を降ろした。
22日、伊5は食糧、無線機、燃料を含む輸送物資20.5トンと、大発1隻、便乗者24名を乗せてラバウルを出港し、24日にラエに到着。輸送物資と便乗者を降ろし、かわりに便乗者37名を乗せて出港し、ラバウルに戻った。26日、ラバウルで特設運送船香久丸(国際汽船/8,417トン)に横付けし、大発1隻を搭載する。その後食糧、弾薬、燃料を含む輸送物資22.3トンと、大発1隻、便乗者23名を乗せてラバウルを出港し、31日にラエに到着。輸送物資と便乗者を降ろし、ラバウルへ戻った後、6月10日に横須賀に戻った。
7月30日、伊5は横須賀を出港し、8月4日に幌筵に到着。キスカ島撤退作戦が行われたばかりのキスカ島方面に向かう。哨戒中、レーダーを装備した米駆逐艦の攻撃を受けるも、回避。その後追跡されるが、退避に成功する。9月20日、幌筵に帰投。22日、幌筵を出港し、29日に横須賀に到着して整備を受ける。10月28日、伊5は第7潜水隊旗艦となる。
1944年1月27日、伊5は横須賀を出港し、2月1日にサイパンに到着。同日、第7潜水隊は第六艦隊に復帰した。
11日、佐世保鎮守府第101特別陸戦隊の一部を乗せてサイパンを出港し、19日にラバウルに到着して便乗者を降ろした。22日、輸送物資を乗せてラバウルを出港し、24日にスルミに到着して輸送物資を降ろした後出港し、26日にラバウルに到着した。その後3月初めにスルミ輸送を1回行い、10日にラバウルを出港して15日にトラックに到着。19日にトラックを出港し、26日に横須賀に到着した。
5月26日、伊5は横須賀を出港し、6月3日にサイパンに到着。5日、輸送物資を乗せてクサイ島へ向かう予定だったが、ポナペ島に行き先を変更して出港。同日正午過ぎ、燃料漏れを起こしていることが分かり、輸送任務を中止し、12日にトラックに到着して燃料漏れ部分とバッテリーの修理を受ける。修理完了後の15日、サイパンの戦いの勃発にともない、トラックを出港してマリアナ諸島東方沖合に進出する。22日、トラックに帰投する。
7月6日、伊5は輸送物資を乗せてトラックを出港し、9日にポナペに到着。輸送物資を降ろした後、横須賀へ向かうことにした。しかし、途中でトラックへの寄港が決まり、11日にトラックに到着して修理を行う。
修理完了後の16日、横須賀へ向かうべくトラックを出港していくのを最後に消息不明となる。
アメリカ側記録によると、18日、マリアナ沖で対潜哨戒中の米護衛空母ホガット・ベイ(USS Hoggatt Bay, CVE-75)のレーダーが、19km離れた位置で浮上中の潜水艦を探知。ホガット・ベイからの命を受けてアメリカ海軍護衛駆逐艦ワイマン(USS Wyman, DE-38)、レイノルズ(USS Reynolds, DE-42)が確認のために現場海域に向かう。19日0024に2隻は到着。ワイマンは3000mの距離で探知していた潜水艦を見失う。これは、相手が潜航したことを意味していた。それからまもなく、ワイマンのソナーが1400mの距離で潜水艦を探知する。0051、ワイマンはヘッジホッグを投下。その後再探知したため、再度ヘッジホッグを投下した。0125、3回目のヘッジホッグを投下。0130、海中で5回の小爆発がワイマンの艦体を揺さぶった。続いて、海中で1回の大きな爆発音を聴取。その後、ワイマンはソナーを使用したが、潜水艦を探知することはなかった。これが伊5の最期の瞬間であり、第7潜水隊司令楢原省吾大佐、艦長の土居誉重少佐以下乗員130名全員が戦死した。沈没地点はグアム東方360km地点付近、北緯13度01分 東経151度58分 / 北緯13.017度 東経151.967度。
同日、サイパン東方沖合で沈没と認定。9月10日に除籍され、所属潜水艦全艦が戦没した第7潜水隊も同日解隊された。

## 歴代艦長
※『艦長たちの軍艦史』394-395頁、『日本海軍史』第9巻・第10巻の「将官履歴」による。階級は就任時のもの。

### 艤装員長
1. 佐藤四郎 少佐：1931年12月1日 - 1932年7月31日

### 艦長
1. 佐藤四郎 少佐：1932年7月31日 - 1934年7月16日[5]
2. 貴島盛次 少佐：1934年7月16日 - 1934年8月25日
3. 佐藤四郎 中佐：1934年8月25日[6] - 11月15日
4. 竹崎馨 少佐：1934年11月15日 - 1936年11月2日[7] * 1935年10月21日より予備艦
5. （兼）水口兵衛 中佐：1936年11月2日[7] - 1936年12月1日[8]
6. 岩上英寿 中佐：1936年12月1日 - 1937年12月1日
7. 内野信二 少佐：1937年12月1日 - 1938年12月15日[9]
8. 清水太郎 中佐：1938年12月15日 - 1939年11月15日
9. 西野耕三 中佐：1939年11月15日 - 1940年10月19日[10]
10. 七字恒雄 中佐：1940年10月19日 - 1942年2月5日[11]
11. 中村乙二 中佐：1942年2月5日 - 1942年2月28日[12]
12. 宇都木秀次郎 少佐：1942年2月28日 -
13. 関戸好密 少佐：1942年10月31日 -
14. 森永正彦 少佐：1943年4月20日 -
15. 土居誉重 少佐：1944年4月30日 -